# Sulfato de cromo(III)
Sulfato de cromo(III) ou Sulfato de crômio(III)  se refere ao composto cuja fórmula química é  Cr2(SO4)3 • 12(H2O). O cátion desse sal é um  aquocomplexo de [Cr(H2O)6]3+ de coloração roxa.

## Propriedades
Ao aquecer o Sulfato de cromo (III), ele se desidrata parcialmente para formar o sal verde       (CAS#15244-38-9) e eventualmente a forma anidra (CAS#10101-53-8).

## Produção
O sulfato de cromo (III) pode ser produzido pela redução dos sais de cromato com o dióxido de enxofre ou pela reação do óxido de cromo (III) como o ácido sulfúrico:
Cr2O3 + 3 H2SO4 → Cr2(SO4)3 + 3 H2O